# Оска (приток Кырыкмаса)
Оска — река в России, протекает в Удмуртии. Левый приток реки Кырыкмас.

## География
Длина реки 18 км. Протекает по Сарапульской возвышенности. Исток в 4 км к юго-западу от малой деревни Суханово Каракулинского района. Течёт на северо-восток через упомянутую деревню, принимает справа приток Чернушку и течёт далее через населённые пункты Арзамасцево и Ендовка, между которыми справа впадает основной приток Шумшорка. В низовьях по левому берегу находится территория Сарапульского района, справа впадает приток Кудекса. Оска впадает в Кырыкмас по левому берегу в 86 км от устья. 
В низовьях русло извилистое, образует старицы. В селе Арзамасцево на реке имеется крупный пруд, ниже него реку пересекает автодорога Сарапул — Каракулино. 
В бассейне реки также находятся деревни Кудекса и Шумшоры. Все населённые пункты в бассейне составляют сельское поселение Арзамасцевское с общей численностью населения 688 человек (2020 г.). 

## Данные водного реестра
По данным государственного водного реестра России относится к Камскому бассейновому округу, водохозяйственный участок реки — Иж от истока и до устья, речной подбассейн реки — бассейны притоков Камы до впадения Белой. Речной бассейн реки — Кама.
Код водного объекта в государственном водном реестре — 10010101212111100027378.